# Drozdoń australijski
Drozdoń australijski (Zoothera lunulata) – gatunek średniej wielkości ptaka z rodziny drozdowatych (Turdidae), zamieszkujący południowo-wschodnią i północno-wschodnią część Australii oraz Tasmanię. Nie jest zagrożony.

## Systematyka
Dawniej bywał łączony w jeden gatunek z drozdoniem pstrym (Z. dauma). Wyróżniono trzy podgatunki Z. lunulata:
- Zoothera lunulata cuneata – północno-wschodnia Australia.
- Zoothera lunulata lunulata – południowo-wschodnia Australia, Tasmania i wyspy w Cieśninie Bassa.
- Zoothera lunulata halmaturina – południowa Australia i Wyspa Kangura.

## Morfologia
Długość ciała od 27 do 29 cm, masa ciała 90–120 g. Upierzenie w kolorze oliwkowym z białą otoczką wokół oczu i czarnymi pręgami na grzbiecie, tyle i głowie. Podbrzusze nieco jaśniejsze z ciemniejszymi prążkami.

## Ekologia i zachowanie
Drozdoń australijski zamieszkuje głównie tereny krzewiaste, suche i wilgotne lasy twardolistne oraz lasy deszczowe strefy subtropikalnej i umiarkowanej. Zwykle spotykany w przedziale wysokości 700–1000 m n.p.m. Na ogół osiadły, w wyjątkowo suchych latach może koczować w poszukiwaniu bardziej dogodnych siedlisk.
Wyprowadza dwa lęgi w roku. Sezon lęgowy trwa od końca czerwca do lutego. Gniazdo jest często umieszczane w rozwidleniu pnia drzewa lub gałęzi, w szczelinie w drzewie lub w zagłębieniu na szczycie ściętego bądź złamanego pnia. Może być umieszczone nisko, jak i wysoko – do około 15 m nad ziemią. Jest to duża konstrukcja w kształcie misy, wykonana z kawałków kory, gałązek, łodyg, traw i liści, wyścielona w środku mchem, drobną trawą i korzonkami. Samica składa 2–3 blade jaja, zielone lub niebieskawozielone, z drobnym plamkowaniem. Inkubacja trwa około dwóch tygodni. Młode są w pełni opierzone po 14 dniach od wyklucia. Oba ptaki z pary dzielą się obowiązkami rodzicielskimi.
Ptak ten żywi się owadami, dżdżownicami i mięczakami, ale zjada też owoce.

## Status
Międzynarodowa Unia Ochrony Przyrody (IUCN) uznaje drozdonia australijskiego za gatunek najmniejszej troski (LC – least concern) nieprzerwanie od 1988 roku. Ptak opisywany jest jako pospolity; w 2005 roku liczebność populacji lęgowej szacowano na około 12 tysięcy osobników. Trend liczebności populacji uznawany jest za spadkowy ze względu na niszczenie i degradację jego siedlisk.